# 小行星4094
小行星4094（4094 Aoshima）是一颗绕太阳运转的小行星，为主小行星带小行星。该小行星于1987年8月26日发现。

## 轨道参数
小行星4094的轨道半长轴为2.8795068 UA，离心率为0.332。
| 前一小行星： 小行星4093 | 小行星列表 | 後一小行星： 小行星4095 |